# Jay Livingston
Jacob Harold Levison (McDonald, 28 marzo 1915 – 17 ottobre 2001) è stato un paroliere e compositore statunitense.
Livingston studiò pianoforte con Harry Archer a Pittsburgh, Pennsylvania, e lavorò come musicista mentre frequentava ancora la scuola superiore.  Archiviato il 27 settembre 2007 in Internet Archive. Frequentò l'University of Pennsylvania dove organizzò un gruppo di danza e incontrò Ray Evans, un altro studente della band. La loro collaborazione professionale iniziò nel 1937. Livingston e Evans vinsero l'Oscar per la migliore canzone per 3 volte. Composero anche la celebre canzone natalizia Silver Bells e Que sera, sera (Whatever Will Be, Will Be). 

## Premi e riconoscimenti
Il suo nome è stato inserito nella Songwriters Hall of Fame

## Filmografia
- Passione di zingara (Golden Earrings), regia di Mitchell Leisen (1947)
- Viso pallido (The Paleface), regia di Norman Z. McLeod (1948)
- Le furie (The Furies), regia di Anthony Mann (1950)
- Viale del tramonto (Sunset Boulevard), regia di Billy Wilder
- Il ratto delle zitelle (The Lemon Drop Kid), regia di Sidney Lanfield (1951)
- L'uomo che sapeva troppo (The Man Who Knew Too Much), regia di Alfred Hitchcock (1956)
- L'ora scarlatta (The Scarlet Hour), regia di Michael Curtiz (1956)
- Vento di passioni (Raw Wind in Eden), regia di Richard Wilson (1958)
- L'angelo azzurro (The Blue Angel), regia di Edward Dmytryk (1959)